# Popriečny (geomorfologický podcelek)
Popriečny je geomorfologický podcelek Vihorlatských vrchů. Nejvyšší vrch podcelku je Vetrová Skala, dosahující výšky 1025 m n. m.

## Vymezení
Podcelek zabírá východní, příhraniční část pohoří. Severním směrem sousedí Beskydské predhorie a jeho podcelek Ublianská pahorkatina, západním směrem pokračují Vihorlatské vrchy podcelkem Vihorlat. Jižním směrem krajina klesá do Východoslovenské pahorkatiny s podcelky Podvihorlatská pahorkatina a Petrovské podhorie. Východní okraj určuje státní hranice s Ukrajinou. 

## Vybrané vrcholy
- Vetrová Skala (1025 m n. m.) - nejvyšší vrch území
- Popriečny vrch (995 m n. m.)
- Holica (984 m n. m.)
- Čierťaž (904 m n. m.)

## Ochrana přírody
V této části pohoří je jen přírodní památka Beňatinský travertín. 